# Konstantin Schad
Konstantin Schad (ur. 25 lipca 1987 w Rosenheim) – niemiecki snowboardzista, specjalizujący się w snowcrossie. W 2010 roku wystartował na igrzyskach olimpijskich w Vancouver, gdzie zajął 33. miejsce w snowcrossie. Był też między innymi osiemnasty na mistrzostwach świata w La Molina w 2011 roku. Najlepsze wyniki w Pucharze Świata osiągnął w sezonie 2011/2012, kiedy to zajął czwarte miejsce w klasyfikacji snowcrossu.

## Osiągnięcia

### Igrzyska olimpijskie
| Miejsce | Dzień     | Rok  | Miejscowość | Konkurencja    | Zwycięzca    |
| ------- | --------- | ---- | ----------- | -------------- | ------------ |
| 33.     | 15 lutego | 2010 | Vancouver   | Snowboardcross | Seth Wescott |

### Mistrzostwa świata
| Miejsce | Dzień       | Rok  | Miejscowość | Konkurencja    | Zwycięzca        |
| ------- | ----------- | ---- | ----------- | -------------- | ---------------- |
| 42.     | 14 stycznia | 2007 | Arosa       | Snowboardcross | Xavier de Le Rue |
| 38.     | 18 stycznia | 2009 | Gangwon     | Snowboardcross | Markus Schairer  |
| 18.     | 18 stycznia | 2011 | La Molina   | Snowboardcross | Alex Pullin      |
| 26.     | 26 stycznia | 2013 | Stoneham    | Snowboardcross | Alex Pullin      |
| 19.     | 16 stycznia | 2015 | Kreischberg | Snowboardcross | Luca Matteotti   |
| 19.     | 1 lutego    | 2019 | Solitude    | Snowboardcross | Mick Dierdorff   |

### Puchar Świata

#### Miejsca w klasyfikacji snowcrossu
- sezon 2006/2007: 53.
- sezon 2007/2008: 66.
- sezon 2008/2009: 29.
- sezon 2009/2010: 19.
- sezon 2010/2011: 21.
- sezon 2011/2012: 4.
- sezon 2012/2013: 16.
- sezon 2013/2014: 5.
- sezon 2014/2015: 18.
- sezon 2015/2016: 12.
- sezon 2016/2017:

#### Miejsca na podium w zawodach
1. Valmalenco – 16 marca 2012 (snowscoss) - 1. miejsce
2. Lake Louise – 21 grudnia 2013 (snowscoss) - 2. miejsce
3. Feldberg – 9 lutego 2019 (snowcross) - 3. miejsce